# Thiersee
Thiersee é um município da Áustria, situado no distrito de Kufstein, no estado do Tirol. Tem 108,56 km² de área e sua população em 2019 foi estimada em 3.012 habitantes.